# Flammeum

Il flammeum era un velo da sposa (o secondo alcuni una veste) usato nell'antica Roma.

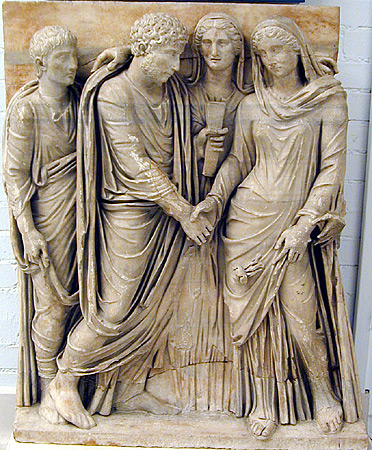
Matrimonio fra due cittadini romani. Sarcofago nel Museo di Capodimonte

Nel matrimonio romano è attestato l'uso del flammeum, di colore fiamma, ossia arancione o giallo o rosso.
Questo velo scendeva dal capo della sposa per coprirne la parte alta del volto e, nel corso della cerimonia, veniva sollevato e teso anche sul capo dello sposo. Sul flammeum era poggiata una corona intrecciata di maggiorana e verbena poi sostituita, in età imperiale, da una di mirto e fiori d'arancio: tale corona simboleggiava la vittoria della sposa che, fino a quel momento, aveva protetto la sua verginità dagli attacchi della passione.
La presenza del flammeum nell'abbigliamento tradizionale della sposa romana deve probabilmente la sua origine alla flaminica Dialis, la moglie del Flamine Diale, sacerdote di Giove: la flaminica indossava un abito e un velo color fiamma con il quale, durante i sacrifici, si velava il capo. 
Il flammeum era considerato un segno di buon auspicio, poiché alla flaminica non era lecito divorziare. Secondo altri, invece, il flammeum aveva una valenza simbolica negativa, in quanto rappresentava la rinuncia alla libertà e la reclusione fra le pareti domestiche.
L'importanza di questo capo di abbigliamento era tale che l'atto di sposarsi per la donna era detto nubere, ossia in senso proprio "velarsi, prendere il velo".
Il Flammeum veniva indossato sopra una tunica bianca lunga fino ai piedi: la tunica recta.